# Kasteel Bredevoort

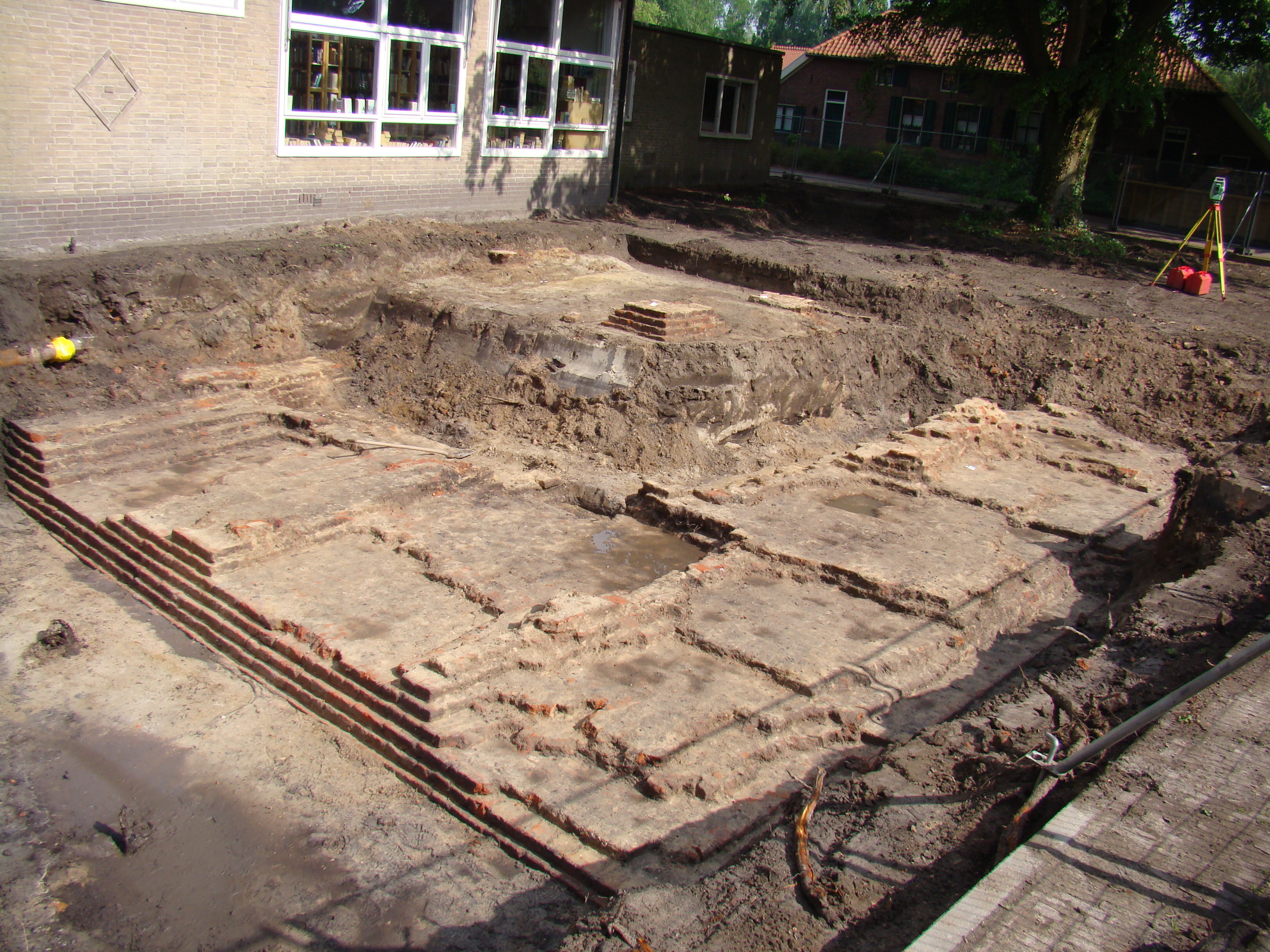
Fundamenten, mei 2009

Kasteel Bredevoort was een burcht in het hart van het gelijknamige stadje en voormalige heerlijkheid Bredevoort in het Graafschap Zutphen van het Hertogdom Gelre. De vroegst bekende vermelding is afkomstig uit het jaar 1188 toen het kasteel dat jaar toegevoegd werd op een lijst van goederen van het bisdom Keulen. Kasteel Bredevoort behoorde tot de belangrijkste kastelen van Gelderland en was met name in de 14e eeuw een spil van strijd tussen Gelre en Münsterland. Het kasteel raakte zwaarbeschadigd door de Kruittorenramp in 1646. Daarna domineerde het kasteel als ruïne ruim 150 jaar het stadsbeeld tot omstreeks het einde van de 18e eeuw. Uit 1791 is de laatst bekende melding van een zichtbare ruïne overgeleverd in Bredevoortse kerkeraadsnotulen toen Willem V de restanten bezichtigde tijdens zijn bezoek aan Bredevoort. Het hoofdgebouw (zonder voorburcht, rondelen en ringmuur) had een omvang van ongeveer 42 x 36 meter waarmee het een van de grotere kastelen van Nederland was.

## Geschiedenis
Het kasteel wordt in 1188 voor het eerst genoemd op een lijst van goederen van het bisdom Keulen als "castrum Breidervort". Het kasteel is in die tijd een omstreden plek en heeft dan ook meerdere eigenaren, waardoor er dan ook een eeuwenlange strijd volgt om het kasteel. Graaf Everhard I van der Mark verwoest uiteindelijk in 1278 het kasteel uit wraak waarna het kasteel 23 jaar als ruïne blijft bestaan. Na een jarenlange strijd om Bredevoort tussen Münster en Gelre komt het kasteel uiteindelijk in 1301 opnieuw in handen van graaf Herman van Loon II. De bisschoppen van Münster en Keulen moesten gezamenlijk de wederopbouw van kasteel Bredevoort betalen. Na eeuwen van strijd om het kasteel gaf de bisschop van Münster de strijd op, en wil vredesonderhandelingen. Na jarenlang onderhandelen wordt dan uiteindelijk op 28 juni 1326 de vrede getekend. Dit belangrijke verdrag wordt ook ondertekend door de steden Zutphen, Groenlo, Emmerik en Arnhem. Hierdoor komt Reinoud II van Gelre in pandbezit van de gerechten in Winterswijk, Aalten en Dinxperlo en het graafschap Bredevoort, waardoor het gebied definitief bij Gelderland komt.

### Kruittorenramp
Bij de Kruittorenramp in 1646 sloeg de bliksem in de kruittoren, waardoor het kasteel ontplofte en 49 mensen omkwamen. Hieronder bevonden zich de drost Wilhelm van Haersolte en zijn gezin. Slechts een zoon, Anthonie, was op dat moment niet thuis en overleefde de ramp. Bij deze ramp verviel het kasteel tot een ruïne; het werd nooit meer herbouwd. Het kasteel moet hierna nog minstens 150 jaar als ruïne het gezicht hebben bepaald in het centrum van het stadje.

## Uiterlijk aanzien van het kasteel Bredevoort

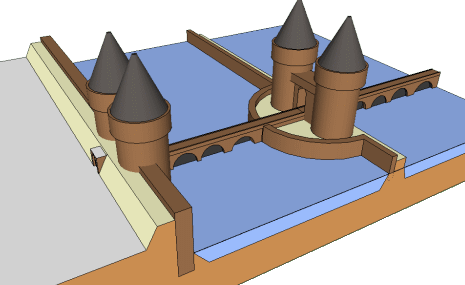
Reconstructie Barbacane

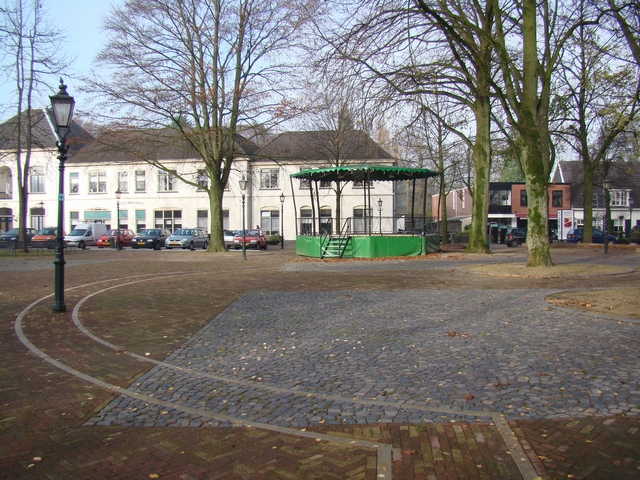
Het rondeel van de barbacane werd zichtbaar gemaakt met messing stroken

Het is niet bekend hoe het kasteel er precies heeft uitgezien. Op oude kaarten blijkt de hoofdburcht een typische concentrische burcht te zijn, voorzien van dubbele grachten met daarin een dikke ringmuur. Een voorburcht met zware hoektorens, een rechthoekig burchtmuur voorzien met vier hoektorens waarvan drie torens verlaagd werden tot rondelen. Kasteel en stad waren gescheiden door een dubbele gracht. Via een brug had men vanuit de stad toegang tot het kasteel. Met moest daarvoor twee poorten (waarvan de tweede poort voorzien was van een barbacane) passeren, ten slotte nog een poortgebouw in de ringmuur voordat men op de binnenhof was. Binnen de burcht stonden verschillende gebouwen rondom een ruime binnenhof. Deze afbeeldingen wijzigen in de loop der tijden, en het uiterlijk en aanzien zal door de eeuwen heen vaak gewijzigd zijn geweest door strijd, oorlog, een stadsbrand, en andere oorzaken. Op een tekening uit 1882 van Jacobus Craandijk staat een afbeelding die mogelijk gebaseerd is op een oudere afbeelding of een beschrijving. Ten tijde van Craandijk was het kasteel immers ruim 200 jaar verdwenen. Op Craandijks tekening is een vierkante waterburcht zichtbaar van het type Muiderslot. Het is niet met zekerheid te zeggen dat het Bredevoorts kasteel er werkelijk zo uitzag of misschien het verwoeste huis van voor 1278 was.

## Fundamenten
Tegenwoordig liggen de restanten van het kasteel in de vorm van fundamenten, gewelven, tunnels en puin van dit kasteel onder en rondom plein 't Zand en de Hozenstraat in het hart van de stad. In april en mei 2009 werd in het kader van archeologisch onderzoek rondom de school op 't Zand een klein deel van de fundamenten blootgelegd. Er zijn muurresten aangetroffen van 2,5 tot 4 meter dik. Op plein 't Zand zijn fundamenten gevonden van de barbacane. De contouren van dit poortgebouw zijn met messing gekleurde banden zichtbaar gemaakt in het plein.

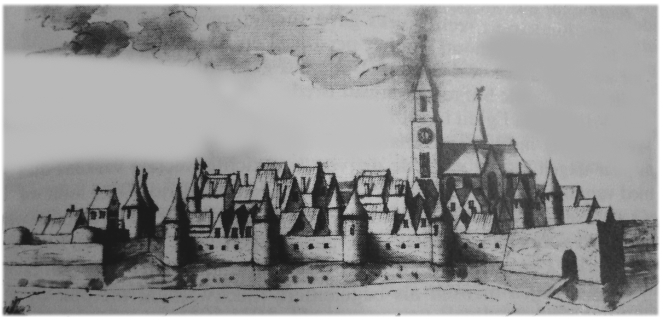
Panorama van Bredevoort, met links het Kasteel
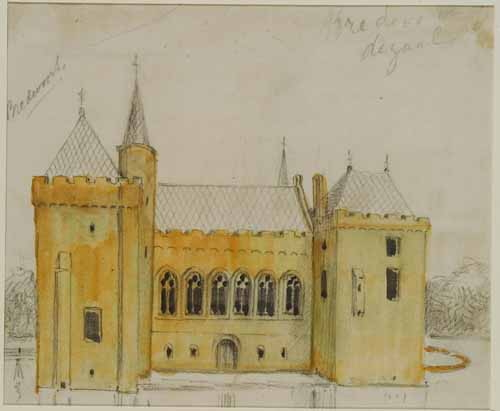
De Zaal, door J.Craandijk
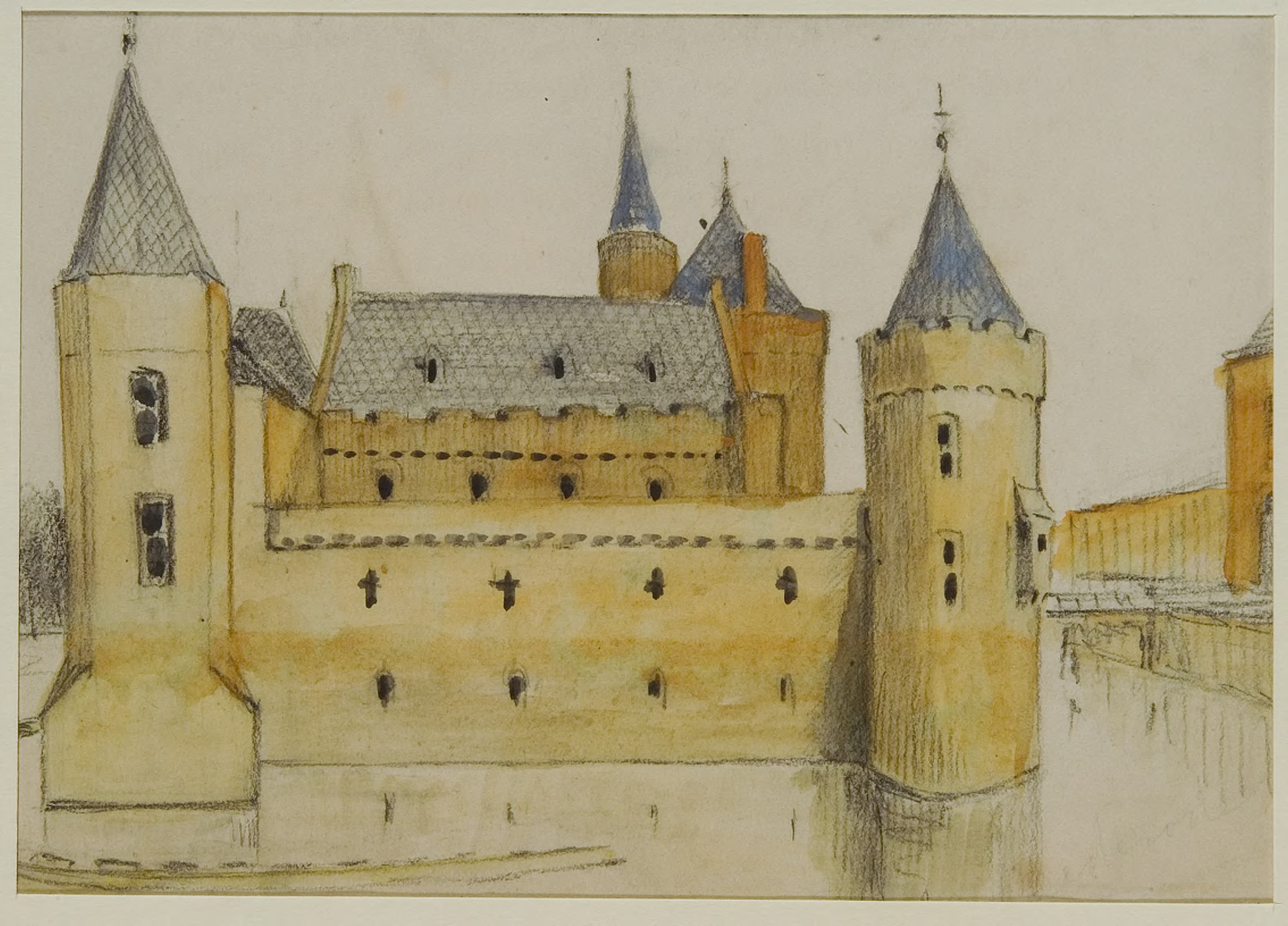
Kasteel Breevoort door J.Craandijk
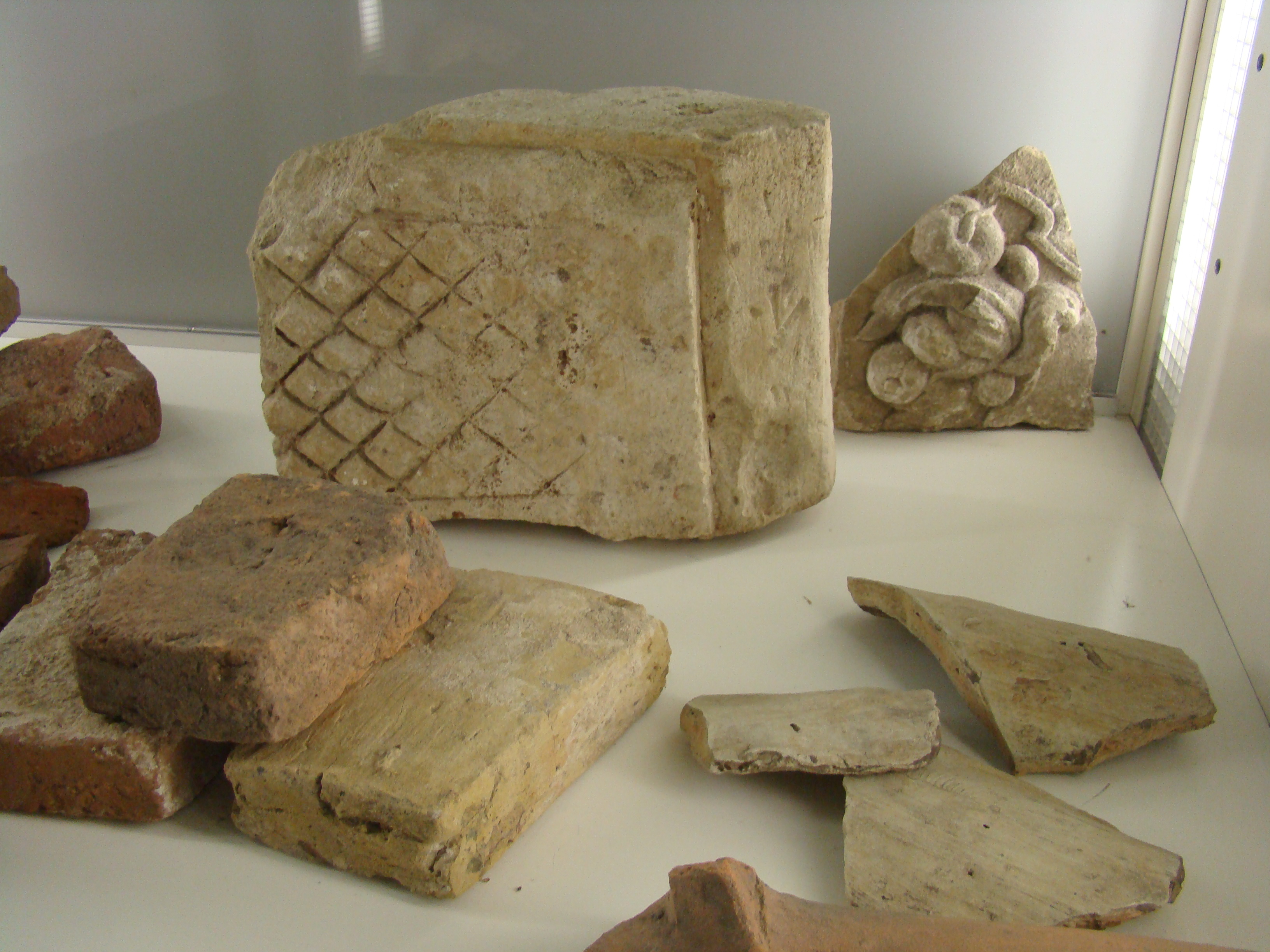
Stenen van het kasteel, 2009

Aalst · Aardenburg · Acquoy · Aerdt · Agistaldaburg · Ahof · Aldenhaag · Aller · Ambe · Ammersoyen · Ampsen · Andelst · Angeroyen · Appelburg · Appelse walburg · Appeltern · Arler · Baak · Babberich · Baer · Baerle · Bakerbosch · Balgoij · Barlham · Batenburg · Beek · Beerenclaauw · Bemmel · Bevervoorde · Bergh · Biljoen · Bingerden · Blankenborg (Laren) · Blankenborg · Blauwe Huis · Blokhuis (Ravenswaaij) · Boelenham · Boetselaersborg · Borculo · Boswaai · Brakel · Den Brakel · Den Bramel · Bredevoort · Broekhuizen · Bronkhorst · Bruchem · Bruinhorst · Brunsberg · Bulkestein · Bunswaard · Burcht van Tiel · Buren · De Buurse · Byland · Byvanck · Caetshage · Camphuysen · De Cannenburch · de Cloese · Coldenhove · Culemborg · Dedinckweerd · Delwijnen · Didam · Diepenbroek · Hof te Dieren · Huis Dijck · Dikke Tinne · Doddendaal · Dodewaard · Doornenburg · Doornik · Doorwerth · Dooyenburg · Dorth · Doseburg · Drakenburg · Dreumel · Druten · Duivelshuis · Eerbeek · De Ehze · Elburg · Eldrik · Emmerik · Engelenburg · Groot Engelenburg · Engelrode · Enghuizen · Enspijk · De Essenburgh · Essenpas · Est · Fokkinck · Gameren · Geerestein · Geldermalsen · De Gelderse Toren · Geldersweerd · Gellicum · Gendt · Gennepestein · Glindhorst · Goudenstein · ‘s-Grevenhoef · Groot Hell · Groenlo · Groesbeek · Huis te Groesbeek · Grunsfoort · Gulden Spijker · Hackfort · Hackforts Veenhuis · Hagen · Hagevoort · Hamerden · Hanepol · Harreveld · Harslo · Hassink · Het Haveke · Hedel · Heeckeren · De Heegh · Hees · De Heest · Hellouw · Hemmen · Hernen · Motte van Hernen · Heumen · Heusden · Hoekelum · Hoekenburg · De Hoeve · De Hof · Hof d'Ooy · Hof van Arkel · Huis het Holt · Holthuis · Het Holtslag · Ter Horst · Houberg · St. Hubertus · Huissen · Hulhuizen · Hulkestein · Hulsen · Hunneschans bij De Duno · Hunneschans bij Uddel · Jonker Bloo · 't Joppe · De Kamp · Karssenberg · Kemnade · Keppel · Kermestein · Kernhem · Kervel · Kiefskamp · De Kinkelenburg · Klein Enghuizen · Kleverburg · Kortenhoeve · Laag Helbergen · Lakenburg · Landfort · Langen · Latenstein · De Lathmer · Lathum · Ter Lede · Leegpoel · Leemcuyl · Leeuwen · Leeuwenbergh · Lensenburg · Lent · Leur · Leuvenum · Leyenburg · Lichtenvoorde · Lievenstein · Loenen · Loevestein · Loil · Loowaard · Luynhorst · Hof te Maasbommel · Magerhorst · Malburgen · Malderburcht · Malsen · Manhorst · Marhulsen · De Marsch · Marveld · Mathena · Maurik · Medel · Medestein · 't Medler · Meinerswijk · De Mellard · Mensink · Mergelp · Meteren · 't Meyerink · Middachten · Millingen · Mussenberg · Nagelhorst · Nederhagen · Nederhemert · Neerijnen · Huis Neerijnen · De Nesch · Nettelhorst · Nieuwe Blokhuis ·  Nijburg · Nijenbeek · Old Putten · Notenstein · Nye Huis · Olde Spijker · Oldenaller · Oldenhof (Driel) · Oldenhof (Heteren) · De Ooij · Oolde · Oud Oolde · Oosterhout · Ophemert · Opijnen · Oud Ampsen · Oude Blokhuis · Het Oude Loo · Oude Voorst · Oudenborch · Oud-Wisch · Huis te Overasselt · Overeng · Overhagen · Overlaar · 't Oye · Palmestein · De Parck · Persingen · Plekenpol · Ploen · Pluimenburg · Poederoijen · Poelwijck · Poelwijk · De Pol (Dreumel) · Huis de Poll (Huis te Gietelo) · De Poll (Huissen) · Pollenbering · Pollenstein · Puttenstein · Het Raasink · Ravenhorst · De Rees · Ressen · Reuversweerd · Reygersfoort · Rhijnestein · Huis Rijswijk · Rode Toren · Roode Wald · Rosande · Rosendael · Rossum · Rumpt · Ruurlo · Rijsselt · Schadewijk · Schaffelaar · Scherpenzeel · Schoonbroek · Schoonderbeek · Schoonenburg · Schuilenburg · Schuilkerke · Hof te Seelbeek · Sevenaer I · Sevenaer II · Sinderen (Oude IJsselstreek) · Sinderen (Voorst) · Slangenburg · Sleeburg · Slimsijp · De Snor · Soelen · Spaansweerd · Spaldorp · Spijk · Staverden · Sterkenburg · Swanepol · Tarthorst · Teisterbant (Kerk-Avezaath) · Teisterbant (Kerkdriel) · Ter Dicke · Tolhuis · Tolhuis (Tiel) · Tollenburg · Tongerlo · Toren van Wely · Tuil · Ubbergen · Uilenburg (Ewijk) · Uilenburg (Heteren) · Ulenpas · Ulft · Upladen · Valburg · Valkhofburcht · Valkhofpalts · Vanenburg · Varik · Hof te Varsseveld · 't Velde · Velhorst · Verwolde · Vierakker · De Voorst · Voorstonden · Vorden · Vosbergen · Vredenburg · Vredestein (Driel) · Vredestein (Ravenswaaij) · Vuren · Waardenburg · Waddestein · Wadenoijen · Waede · Wageningen · Walfort · 't Waliën · De Wardt · Watergoor · Watermeerwijk · Wayenstein (Huis te Herwijnen) · Well (Huis van Malsen) · Weijenrade · Westenburg · Westerholt · Weurt · De Wiersse · Wijenburg (Echteld) · De Wildenborch · De Wildt · Wilp · Wilperhorst · Winssen · Wisch · Wychen · Wolfswaard · Woolbeek · Yrst · IJzendoorn · Zeeland · Zilveren Spijker · Zuilichem · Zwaluwenburg · Zwanenburg (Heerde) · Zwanenburg (Megchelen)
Bredevoort · De Buurse · Plekenpol · Ravenhorst · Rode Spijker · Walfort · 't Waliën